# Tamamo-no-Mae

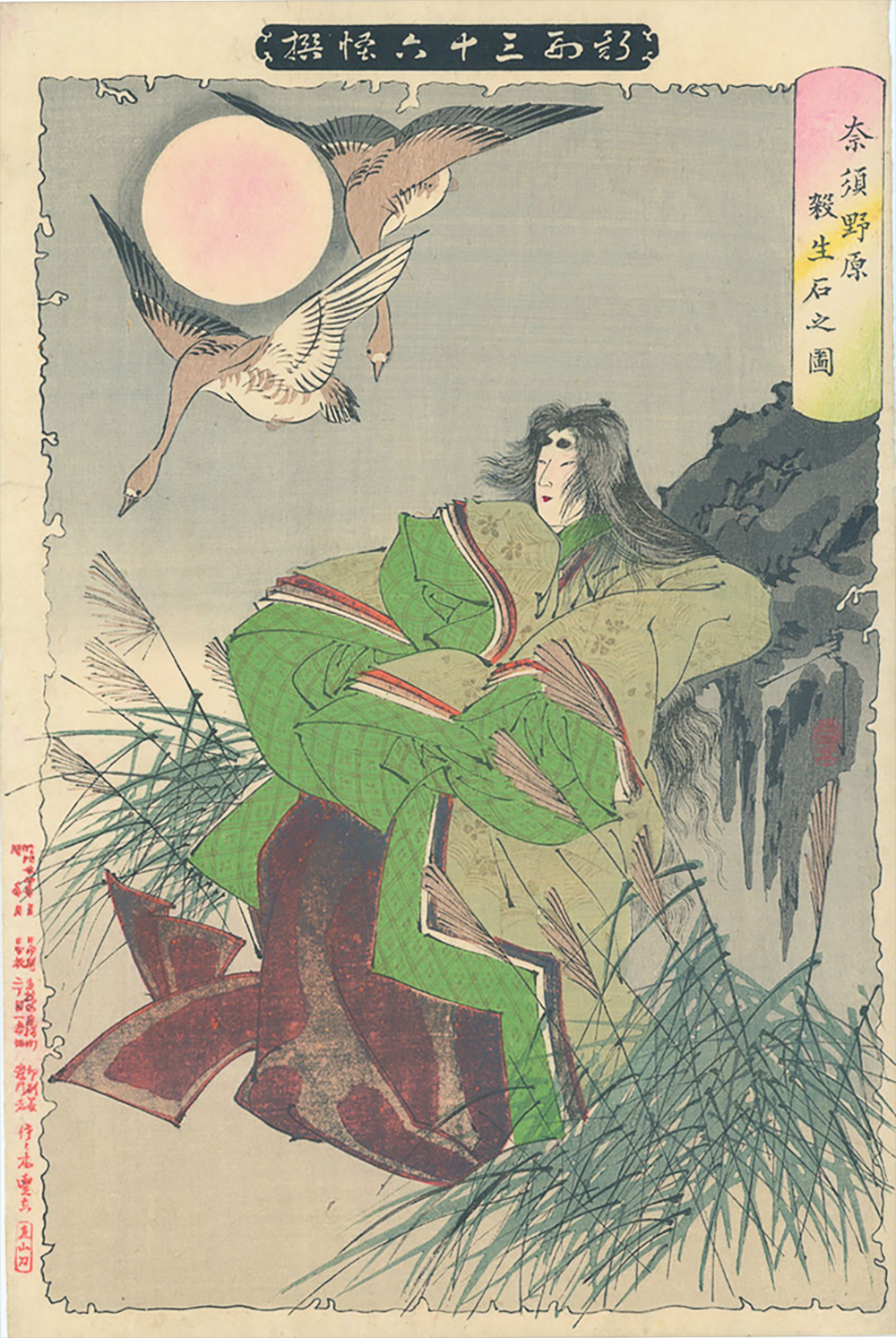
Tamamo-no-Mae. Woodblock print by Tsukioka Yoshitoshi.

Tamamo-no-Mae (Ngọc Tảo Tiền) là một nhân vật thần thoại Nhật Bản, với tư cách là kỹ nữ của Thiên hoàng Konoe. Cô được cho là một tuyệt thế mỹ nữ và đồng thời cũng cực kỳ thông minh. Cô đã khiến cho Thiên hoàng trở nên rất rất ốm yếu, sau khi Abe no Yasuchika đến để chẩn đoán nguyên nhân gây ra tình trạng sức khỏe kém của Thiên hoàng, cô đã bị người này đuổi đi. Abe no Yasuchika đã khám phá ra bản chất thực sự của Tamamo-no-mae. Một vài năm sau đó, trong khu vực Nasu, người ta đã trông thấy cửu vĩ hồ ăn thịt các phụ nữ và lữ khách.

## Lịch sử
Thiên hoàng Konoe đã sai Kazusa-no-suke và Miura-no-suke cùng 8 vạn quân đi giết cửu vĩ hồ. Cuối cùng, cửu vĩ hồ đã bị giết chết trên các đồng bằng của Nasu và nó hóa thân thành một tảng đá gọi là "sesshoseki" (Sát Sinh thạch). Tảng đá liên lục thoát ra khí độc, giết chết tất cả mọi sinh vật mà nó tiếp xúc. Tảng đá được xem là đã bị phá hủy trong thời kỳ Nam-Bắc triều, và các mảnh đá của nó đã bay đến các phần khác nhau tại Nhật Bản.
Yêu tinh - Hoa Dương phu nhân chạy trốn, được mô tả trong Sangoku Yōko-den (三国妖狐伝, Tam Quốc yêu hồ truyện) của Hokusai
Trong câu chuyện mà Hokusai thuật lại, được hình thành vào thời kỳ Edo, cửu vĩ hồ chiếm hữu thân thể Đát Kỷ song sau đó đã không bị giết chết, thay vào đó nó chạy trốn đến Ma Kiệt Đà ở Thiên Trúc (Ấn Độ cổ đại) và nhận biệt danh Khoa Dương Phu Nhân (華陽夫人). Ở đó, cửu vĩ hồ trở thành thiếp của Ban Túc Thái Tử (班足太子), khiến ông hạ lệnh cho chém đầu 1000 nam giới. Sau đó, nó lại bị đánh bại, và phải chạy trốn khỏi nước này.
Khoảng năm 780 TCN, chính con cửu vĩ hồ này đã chiếm đoạt thân thể Bao Tự và lại bị lực lượng quân sự của con người đánh đuổi.
Cửu vĩ hồ đã không hoạt động một khoảng thời gian. Đến năm 753, cửu vĩ hồ biến thành một thiếu nữ 16 tuổi tên là Wakamo (Nhược Tảo), nó đã lừa phỉnh Kibi Makibi, Abe no Nakamaro, và Giám Chân; và đã lên con tàu đoàn sứ thần Nhật Bản đến triều Đường khi con tàu chuẩn bị quay trở về Nhật Bản.